# Nombres 2 000 à 2 999
Cet article recense quelques entiers naturels ayant des propriétés remarquables et inclus dans l'intervalle allant de 2 000 à 2 999, ces deux nombres compris.
Remarque : en particulier, tous les nombres premiers de cet intervalle sont mentionnés.

## 2 000-2 249
- 2000 - « MM » en numération romaine 
Pour l'année, voir l'article homonyme : 2000
- 2001 - 303e nombre sphénique (3 × 23 × 29). Film 2001, l'Odyssée de l'espace,
- 2002 - nombre palindrome (11 × 13 × 14); le 20 février de l'année 2002 était une date doublement palindromique : 20 02 2002
- 2003 - nombre premier de Sophie Germain
- 2004 - Se factorise en 12 × 167
- 2005 - Se factorise en 5 × 401
- 2006 - nombre déficient (2 × 17 × 59)
- 2007 - Se factorise en 9 × 223
- 2008 - Se factorise en 8 × 251
- 2009 - Se factorise en 41 × 49
- 2010 - Se factorise en 30 × 67
- 2011 - nombre premier sexy avec 2017. Également la somme de 11 nombres premiers consécutifs :
2011 = 157 + 163 + 167 + 173 + 179 + 181 + 191 + 193 + 197 + 199 + 211
- 2012 - Se factorise en 4 × 503
- 2013 - 305e nombre sphénique : 2013 = 3 × 11 × 61
- 2014 - nombre sphénique : 2014 = 2 × 19 × 53
- 2015 - nombre de Lucas-Carmichael, nombre déficient et 307e nombre sphénique : 2015 = 5 × 13 × 31
- 2016 - nombre triangulaire et hexagonal et refactorisable (32 × 63)
- 2017 - nombre premier sexy avec 2011, zéro de la fonction de Mertens et nombre premier de Friedlander-Iwaniec (2017 = 442 + 34)[1]
- 2020 - 2e nombre autodescriptif, somme des nombres triangulaires de 3 à 22
- 2021 - nombre carrément réversible (2021² = 4 084 441 et 1202² = 1 444 804)
- 2022 - 308e nombre sphénique
- 2023 - nombre dont le produit de tous ses diviseurs stricts (1 × 7 × 17 × 119 × 289 = 4 092 529) est égal à son carré (20232 = 4 092 529). Également onzième multiple de 7 (2023 = 7 × 289) dont la somme de ses chiffres vaut 7 (2+0+2+3 = 7). Ce nombre est aussi égal à la somme de ses chiffres multipliée par le carré de la somme des carrés de ses chiffres : (2+0+2+3) × (22+02+22+32)2 = 7 × 172.
- 2024 - nombre tétraédrique — pour plus, voir 2024 (nombre)
- 2025 - somme des cubes des entiers de 1 à 9, 452, nombre octogonal centré — pour plus, voir 2025 (nombre)
- 2027 - nombre premier sûr
- 2029 - nombre premier
- 2030 = 212 + 222 + 232 + 242 = 252 + 262 + 272
- 2031 - nombre pentagonal centré
- 2039 - nombre premier de Sophie Germain, nombre premier sûr
- 2047 - supernombre de Poulet, nombre de Woodall, nombre décagonal
- 2048 - puissance de deux, nombre RSA
- 2053 - nombre étoilé
- 2056 - constante magique des carrés magiques normaux d'ordre 16
- 2063 - nombre premier de Sophie Germain, nombre premier sûr
- 2065 - Le nombre total de conquêtes de Don Giovanni dans l'opéra de Mozart et Da Ponte en sommant l'Italie (640), l'Allemagne (231), la France (100), la Turquie (91) et l'Espagne (1003). (Madamina, il catalogo e questo)
- 2069 - nombre premier de Sophie Germain
- 2070 - nombre oblong
- 2080 - nombre triangulaire
- 2081 - nombre premier
- 2083 - nombre premier
- 2087 - nombre premier
- 2089 - nombre premier
- 2093 - zéro de la fonction de Mertens
- 2095 - zéro de la fonction de Mertens
- 2096 - zéro de la fonction de Mertens
- 2097 - zéro de la fonction de Mertens
- 2099 - zéro de la fonction de Mertens, nombre premier sûr, nombre hautement cototient
- 2100 - zéro de la fonction de Mertens, MMC en chiffres romains
- 2101 - nombre heptagonal centré
- 2109 - nombre carré pyramidal
- 2111 - nombre premier
- 2113 - nombre premier, zéro de la fonction de Mertens
- 2116 = 462
- 2117 - zéro de la fonction de Mertens
- 2119 - zéro de la fonction de Mertens
- 2120 - zéro de la fonction de Mertens
- 2122 - zéro de la fonction de Mertens
- 2125 - nombre ennéagonal
- 2127 - somme des trente-quatre premiers nombres premiers
- 2129 - nombre premier de Sophie Germain
- 2131 - nombre premier
- 2135 - zéro de la fonction de Mertens
- 2136 - zéro de la fonction de Mertens
- 2137 - nombre premier
- 2138 - zéro de la fonction de Mertens
- 2141 - nombre premier de Sophie Germain
- 2143 - nombre premier
- 2145 - nombre triangulaire
- 2153 - nombre premier
- 2161 - nombre premier
- 2162 - nombre oblong
- 2171 - zéro de la fonction de Mertens
- 2172 - zéro de la fonction de Mertens
- 2175 - le plus petit nombre requérant 143 puissances septièmes pour la représentation de Waring
- 2176 - nombre pyramidal pentagonal, nombre pentagonal centré
- 2179 - nombre premier, nombre de Wedderburn-Etherington
- 2187 - nombre vampire, 37
- 2188 - nombre de Motzkin
- 2197 = 133
- 2203 - nombre premier
- 2205 - nombre abondant
- 2207 - nombre premier sûr, nombre de Lucas
- 2208 - nombre de Keith
- 2209 = 472, nombre octogonal centré
- 2211 - nombre triangulaire
- 2213 - nombre premier
- 2221 - nombre premier
- 2223 - nombre de Kaprekar
- 2232 - nombre décagonal
- 2237 - nombre premier
- 2239 - nombre premier
- 2243 - nombre premier

## 2 250-2 499
- 2251 - nombre premier
- 2255 - nombre octaédrique
- 2256 - nombre oblong
- 2267 - nombre premier
- 2269 - nombre premier cubain
- 2273 - nombre premier de Sophie Germain
- 2276 - somme des trente-cinq premiers nombres premiers, nombre heptagonal centré
- 2278 - 67e nombre triangulaire (donc 34e nombre hexagonal et 23e nombre ennéagonal centré)
- 2281 - nombre premier, nombre étoilé
- 2287 - nombre premier
- 2293 - nombre premier
- 2294 - zéro de la fonction de Mertens
- 2295 - zéro de la fonction de Mertens
- 2296 - zéro de la fonction de Mertens
- 2297 - nombre premier
- 2300 - nombre tétraédrique
- 2301 - nombre ennéagonal
- 2304 - 482
- 2306 - zéro de la fonction de Mertens
- 2309 - nombre premier primoriel, zéro de la fonction de Mertens, nombre hautement cototient
- 2310 - 6e primorielle
- 2311 - nombre d'Euclide premier
- 2321 - zéro de la fonction de Mertens
- 2322 - zéro de la fonction de Mertens
- 2326 - nombre pentagonal centré
- 2331 - nombre cubique centré
- 2333 - nombre premier
- 2338 - zéro de la fonction de Mertens
- 2339 - nombre premier de Sophie Germain
- 2341 - nombre premier
- 2346 - nombre triangulaire
- 2347 - nombre premier
- 2351 - nombre premier de Sophie Germain
- 2352 - nombre oblong
- 2357 - nombre premier de Smarandache-Wellin
- 2371 - nombre premier
- 2377 - nombre premier
- 2381 - nombre premier
- 2383 - nombre premier
- 2389 - nombre premier
- 2393 - nombre premier de Sophie Germain
- 2397 - somme des carrés des dix premiers nombres premiers
- 2399 - nombre premier de Sophie Germain
- 2400 - score parfait aux tests SAT d'admission dans les universités américaines après 2005
- 2401 - 74 = 492, nombre octogonal centré
- 2411 - nombre premier
- 2415 - nombre triangulaire
- 2417 - nombre premier
- 2423 - nombre premier
- 2425 - nombre décagonal
- 2427 - somme des trente-six premiers nombres premiers
- 2437 - nombre premier cubain
- 2441 -nombre premier
- 2447 - nombre premier sûr
- 2450 - nombre oblong
- 2458 - nombre heptagonal centré
- 2459 - nombre premier de Sophie Germain, nombre premier sûr
- 2465 - constante magique des carrés magiques normaux d'ordre 17, nombre de Carmichael
- 2467 - nombre premier
- 2470 - nombre carré pyramidal
- 2473 - nombre premier
- 2477 - nombre premier
- 2481 - nombre pentagonal centré
- 2484 - nombre ennéagonal
- 2485 - nombre triangulaire

## 2 500-2 749
- 2500 = 502
- 2501 - zéro de la fonction de Mertens
- 2502 - zéro de la fonction de Mertens
- 2503 - nombre premier
- 2517 - zéro de la fonction de Mertens
- 2520 - nombre hautement composé et hautement composé supérieur 23 × 32 × 5 × 7 ; plus petit nombre divisible par tous les entiers de 1 à 10 ; nombre Harshad dans plusieurs bases
- 2521 - nombre premier, nombre étoilé
- 2522 - zéro de la fonction de Mertens
- 2523 - zéro de la fonction de Mertens
- 2524 - zéro de la fonction de Mertens
- 2525 - zéro de la fonction de Mertens
- 2530 - zéro de la fonction de Mertens
- 2533 - zéro de la fonction de Mertens
- 2537 - zéro de la fonction de Mertens
- 2538 - zéro de la fonction de Mertens
- 2539 - nombre premier
- 2543 - nombre premier de Sophie Germain
- 2549 - nombre premier de Sophie Germain
- 2550 - nombre oblong
- 2551 - nombre premier
- 2556 - nombre triangulaire
- 2557 - nombre premier
- 2567 - zéro de la fonction de Mertens
- 2568 - zéro de la fonction de Mertens
- 2570 - zéro de la fonction de Mertens
- 2579 - nombre premier sûr
- 2580 - nombre de Keith
- 2584 - nombre de Fibonacci, somme des trente-sept premiers nombres premiers
- 2591 - nombre premier
- 2593 - nombre premier
- 2600 - nombre tétraédrique, la fréquence Hz de la tonalité utilisée sur une ligne téléphonique aux États-Unis pour signaler que la ligne était libre, cette particularité technique a été utilisée dans les années 1960 pour effectuer des appels sans les payer, le nom du magazine 2600: The Hacker Quarterly, d'après la tonalité ci-dessus, le nom de la console de jeux vidéo Atari 2600.
- 2601 = 512
- 2605 = MMDCV en numération romaine, abréviation de l'expression « Merci mon Dieu, c'est vendredi »[2]
- 2609 - nombre premier
- 2617 - nombre premier
- 2620 - nombre amical avec 2924
- 2621 - nombre premier
- 2626 - nombre décagonal
- 2628 - nombre triangulaire
- 2633 - nombre premier
- 2641 - nombre pentagonal centré
- 2647 - nombre premier, nombre heptagonal centré
- 2652 - nombre oblong
- 2657 - nombre premier
- 2659 - nombre premier
- 2663 - nombre premier
- 2671 - nombre premier
- 2673 - plus petit nombre somme de trois puissances quatrièmes de deux façons[3] : 24+44+74 = 34+64+64 = 2673
- 2674 - nombre ennéagonal
- 2677 - nombre premier
- 2680 - nombre de solutions au problème des n dames
- 2683 - nombre premier
- 2687 - nombre premier
- 2689 - nombre premier, zéro de la fonction de Mertens
- 2693 - nombre premier de Sophie Germain
- 2699 - nombre premier de Sophie Germain
- 2701 - 73e nombre triangulaire (donc 37e nombre hexagonal et 25e nombre ennéagonal centré), supernombre de Poulet
- 2704 = 522
- 2707 - nombre premier
- 2711 - nombre premier
- 2713 - nombre premier
- 2719 - nombre premier
- 2728 - nombre de Kaprekar
- 2729 - nombre premier, nombre hautement cototient
- 2731 - nombre premier
- 2736 - nombre octaédrique
- 2741 - nombre premier de Sophie Germain
- 2744 = 143
- 2747 - somme des trente-huit premiers nombres premiers
- 2749 - nombre premier

## 2 750-2 999
- 2753 - nombre premier de Sophie Germain
- 2756 - nombre oblong
- 2767 - nombre premier
- 2773 - nombre étoilé
- 2775 - nombre triangulaire
- 2777 - nombre premier
- 2789 - nombre premier
- 2791 - nombre premier cubain
- 2797 - nombre premier
- 2801 - nombre premier
- 2803 - nombre premier
- 2806 - nombre pentagonal centré
- 2809 - 532, nombre octogonal centré
- 2819 - nombre premier de Sophie Germain, nombre premier sûr
- 2821 - nombre de Carmichael
- 2833 - nombre premier
- 2835 - nombre abondant, nombre décagonal
- 2837 - nombre premier
- 2843 - nombre premier, nombre heptagonal centré
- 2850 - nombre triangulaire
- 2851 - nombre premier
- 2857 - nombre premier
- 2861 - nombre premier
- 2862 - nombre oblong
- 2870 - nombre carré pyramidal
- 2871 - nombre ennéagonal
- 2872 - nombre tetranacci
- 2879 - nombre premier sûr
- 2880 - plus petit entier naturel ayant exactement 42 diviseurs positifs[4] (2880 = 26 × 32 × 5)
- 2887 - nombre premier
- 2897 - nombre premier de Markov
- 2903 - nombre premier de Sophie Germain, nombre premier sûr
- 2909 - nombre premier
- 2914 - somme des premiers trente-neuf nombres premiers
- 2915 - nombre de Lucas-Carmichael : 2915 = 5 × 11 × 53
- 2916 = 542
- 2917 - nombre premier
- 2924 - nombre amical avec 2620
- 2925 - constante magique du carré magique n × n et du problème des n dames pour n = 18, nombre tétraédrique
- 2926 - nombre triangulaire
- 2927 - nombre premier
- 2939 - nombre premier de Sophie Germain
- 2953 - nombre premier
- 2957 - nombre premier
- 2963 - nombre premier de Sophie Germain, nombre premier sûr
- 2965 - la plus grande de la deuxième paire des nombres de Smith
- 2969 - nombre premier de Sophie Germain
- 2970 - nombre à moyenne harmonique entière, nombre oblong
- 2971 - nombre premier
- 2976 - nombre pentagonal centré
- 2999 - nombre premier sûr